# فوردز پرایری، واشینگتن
فوردز پرایری (به انگلیسی: Fords Prairie) یک منطقهٔ مسکونی در ایالات متحده آمریکا است که در شهرستان لوئیس، واشینگتن واقع شده‌است. فوردز پرایری ۱۰٫۲ کیلومتر مربع مساحت و ۱٬۹۵۹ نفر جمعیت دارد و ۵۴ متر بالاتر از سطح دریا واقع شده‌است.

## تاریخ
فوردس پریری پس از قاضی سیدنی اس. فورد، سرلشکر و همسرش نانسی که از اولین پیشگامان سفیدپوست بودند که در سال ۱۸۴۶ در شمال رودخانه کلمبیا مستقر شدند در آن زمان بخشی از سرزمین اورگان واقع شد. ادعای زمین اهدای فورد ۶۴۰ هکتاری (۲۵۹ هکتاری) آنها که رودخانه Chehalis را ساکن می‌کند مرکز آنچه که به عنوان فورد پریری معروف شد تبدیل به یک ایستگاه مهم مسافرتی بین رودخانه کلمبیا و صدا Puget شد.